# Politique familiale suédoise
La politique familiale suédoise est l'ensemble des mesures prises par les pouvoirs publics suédois en direction des familles.
La faible natalité européenne a des incidences négatives sur la croissance et donc la prospérité. L’intervention des pouvoirs publics est nécessaire pour permettre une meilleure articulation entre vie professionnelle et vie familiale. Voilà ce qu’en 2001 a déclaré la Suède prenant pour la première fois la présidence de l’Union européenne.
Dans les années 1960, la Suède avait inauguré la libération des mœurs et la chute des naissances qui allaient se propager dans toute l’Europe. La voilà préoccupée aujourd’hui d’accueillir un nombre raisonnable d’enfants et de leur assurer un vrai équilibre familial. À cet effet, la Suède s’est forgée une politique familiale originale et « moderne » qui mérite d’autant plus notre attention qu’elle a surmonté la crise des années 1990.

## Égalité des chances pour les femmes
La Suède, qui se targue d’être le premier pays au monde pour l’égalité des citoyens, s’est donnée dans les années 1970 pour priorité d’accorder des « chances égales » aux femmes. Soutenues par un long règne de la social-démocratie et une prospérité croissante, les initiatives du ministère de l’Égalité des Chances ont obtenu des résultats. La Suède est le pays du monde qui compte le plus de femmes au travail (75 % des 20-65 ans, surtout dans le secteur tertiaire et la fonction publique), et le plus de femmes élues au Parlement (43,6 %) ainsi que dans les conseils généraux et les communes. Au long des années 1990, malgré la crise, les gouvernements successifs ont réaffirmé l’approche dite du mainstreaming, consistant à inclure la dimension des chances pour les femmes dans toute action politique et administrative.
Presque toutes les mères des jeunes enfants travaillant, des solutions de garde ont été recherchées. En 1985, une loi stipula que tout enfant de plus de 18 mois devait avoir accès à une crèche collective ou familiale, puis à l’école maternelle – ce qui s’avéra très difficile.
En 1995, obligation fut faite aux communes d’y pouvoir : elles eurent le plus grand mal à résorber les listes d’attente. Le nombre d’enfants accueillis a tout de même décuplé de 1970 à 1998 – (bien que, pour les 2 à 5 ans, la fréquentation reste proportionnellement moins élevée que celle de la maternelle en France). Tous les modes de garde en Suède sont payants : leur coût, différent d’une commune à l’autre, a augmenté dans les années 1990, même s’il est modulé selon les revenus du foyer et l’horaire de la garde. Les crèches (daghem) n’accueillent pas de bébés de moins de un an.
Il est rapidement apparu que les problèmes posés aux femmes par la garde des jeunes enfants étaient loin d’être résolus par les équipements collectifs. Dans le même temps, l’avenir des enfants de parents séparés préoccupait la société suédoise. Les pères divorcés ou séparés avaient peu de part à l’éducation de leurs enfants, confiés surtout aux mères. Dès le début des années 1980, on créa une direction pour les hommes au ministère de l’Égalité des chances et on modifia le droit de la famille en faveur d’une coparentalité effective dans les couples, même après séparation. La réflexion sur la nécessité d’une présence éducative des deux parents auprès des enfants faisait son chemin, - en même temps qu’on recherchait toujours à soulager les femmes après les maternités afin de leur assurer de meilleures chances dans l’emploi. Pour les bébés, la garde par la collectivité apparaissait coûteuse, difficile à organiser et peu satisfaisante pour leur santé et leur épanouissement. On en est donc venu à préconiser auprès du bébé la présence des parents rétribuée par la Sécurité sociale : ainsi est né le fameux congé parental suédois.
Ce congé parental rémunéré auquel donne droit la naissance d’un enfant était en 2000 d’une durée totale de 450 jours dont 420 jours pouvant être répartis entre les deux parents à leur convenance, les 30 jours restant étant « le mois du père », donc non transférables. Le niveau d’indemnisation était de 80 % du revenu brut pendant 360 jours, et de 60 couronnes par jour pour les 90 jours restants. Par vote du Parlement le 23 mars 2001, la durée d’indemnisation vient d’être portée à 13 mois dont 2 mois réservés au père (ou à la mère si c’est le père qui prend le reste). Il vient d’être décidé que des indemnités proportionnelles pourront être versées au parent salarié qui, après la naissance d’un enfant, passerait à temps partiel. Bien que modeste, la participation des pères au congé parental est en augmentation. En 1999, les pères avaient utilisé 11,6 % des prestations d’assurance parentale (principalement ceux travaillant dans la fonction publique, voire dans quelque grandes entreprises). Les parents, d’autre part, peuvent écourter leur journée de travail de 2 heures par jour jusqu’aux 8 ans de leur enfant (leur salaire étant diminué proportionnellement). Là encore, ce sont les femmes majoritairement qui usent de cette possibilité. Néanmoins, l’entrée du père dans les soins et l’éducation des enfants est chaque année plus manifeste. Ainsi, 80 % des pères prennent les 10 jours de congé auxquels ils ont droit lors de la naissance et 1/3 des congés pour « soins à un enfant malade » sont désormais pris par le père.
Ce qu’il faut surtout retenir de la politique familiale suédoise, c’est que, contrairement à ce que certains affirment, elle n’a pas choisi le « tout crèche ». Une évolution a conduit du modèle recherché complémentaire « deux parents éducateurs » : peu à peu, c’est l’enfant qui est devenu le centre des préoccupations suédoises. L’État est là pour aider les parents à assurer la santé, son équilibre, son épanouissement. La mise en place de cette politique avait été suivie d’une nette augmentation des naissances ; sa réduction à cause de la crise d’une non moins nette diminution. Il faut se réjouir de voir la Suède reprendre avec décision cette politique de soutien et de confiance aux parents en souhaitant parvenir à l’équilibre démographique.

## Histoire: la Suède en 1988
En 1988 la Suède a décidé de faire un effort considérable en faveur des familles. L'objectif est de permettre l’épanouissement des enfants et de faciliter la conciliation de la vie familiale et de la vie professionnelle en accordant d’importants congés aux parents.
Pour cela, la Suède a accordé de substantielles allocations aux familles. Le budget de la politique familiale est ainsi passé de 19 milliards de couronnes à 45 milliards.
L’indice synthétique de fécondité est alors monté de 1,6 à 2,4 enfants par femme en l’espace de 2 ans.
Depuis ce taux est fortement redescendu à 1,7, parce que car la politique familiale a fait l'objet d'économies budgétaires importante, que le chômage a rendu plus difficile le temps partiel des femmes et que le rebond était dû en partie à un effet de « rattrapage » de la génération 1960 qui n'avait pas pu avoir autant d'enfant qu'elle le voulait et saisissait sa dernière chance à la faveur de la politique menée.

## Le «modèle suédois» de garde des jeunes enfants
En Suède, l’enfant est choyé dès sa naissance (d’où un taux de mortalité infantile particulièrement faible). Les parents bénéficient d’une période d’initiation qui peut aller jusqu’à deux semaines. 98% % des enfants sont allaités à la naissance, environ 70% sont encore (partiellement ou exclusivement) allaités à 6 mois. On refuse qu’ils aillent à la crèche avant l’âge de un an car on considère qu’il est meilleur pour leur développement de rester avec leur mère.
Les Suédois bénéficient d'un congé parental indemnisé d’une durée totale de 480 jours, à répartir entre les deux parents. Sur ce total, 60 jours sont réservés au père et 60 à la mère. Ces journées ne sont pas transférables. Les parents seuls ont naturellement droit à la totalité du congé parental. Le taux d’indemnisation est de 80 % du revenu ouvrant droit au congé pour 390 jours (2004). Une indemnité journalière fixe de 60 couronnes est versée pour les 90 jours restants. Le congé parental peut être différé ou étalé sur une période allant jusqu’au huitième anniversaire de l’enfant. Les prestations peuvent être utilisées de différentes façons — congé à temps plein ou travail à temps partiel sur une période plus longue. Les parents qui ne travaillaient pas avant la naissance de l’enfant perçoivent une indemnité journalière forfaitaire de 150 couronnes pour les premiers 390 jours, puis de 60 couronnes pour les 90 jours restants.
Outre ces prestations, le père a droit à un congé de dix jours avec indemnité au moment de la naissance de l’enfant.
Tous les parents prennent ce congé, les crèches n’accueillant d’ailleurs pas les enfants avant un an.
Les Suédois ont intérêt à avoir des enfants rapprochés : le montant de l’indemnité parentale est calculée sur le salaire précédent la première naissance (soit en général un plein temps), si la deuxième survient dans les 2 ans ½.

## Des modes de garde collectifs abondants
La philosophie des modes de garde (crèches, établissements pré/ et périscolaires) est d'éveiller le plus tôt possible l’intelligence, ce qui sera un élément de l’apprentissage tout au long de la vie.
Tous les enfants ont droit à la crèche qui les accueille à partir d’un an / un an et demi jusqu’à 6 ans. Elles sont payantes (maximum environ 2000 F / enfant). Les mères travaillent majoritairement à temps partiel (en général à ¾ temps). Une législation de 1995 garantit aux parents actifs le droit à une place dans le système public de prise en charge pour tout enfant de 1 à 12 ans. La Suède propose ces services à tous les enfants entre 18 mois et 12 ans dont les parents travaillent ou étudient.
Les équipements d’accueil de la petite enfance sont nombreux : parmi les enfants de moins de six ans, 73 % étaient pris en charge dans une structure d'accueil financée par les municipalités en 1997 en Suède où leur développement a été spectaculaire depuis les années 1980.
Les parents consacrent entre 2 et 20 % de leurs revenus à l’accueil des enfants. Pour atténuer les disparités territoriales, un projet de loi prévoit des services gratuits pour tous les enfants à partir de 4 ans.
Tous les parents d’un enfant de moins de huit ans ont le droit de réduire leur journée de travail de huit à six heures, sans compensation financière. En cas de maladie d’un enfant de moins de 12 ans, ses parents ont droit à une indemnité parentale maximale de 60 jours par enfant/an.

## Contexte politique favorable à la famille
La Suède se caractérise par des taux d’activité professionnels des femmes (et des mères) très élevés (80 %).
Beaucoup de temps partiel surtout pour les femmes employées dans le secteur public (éducation, les soins aux enfants et aux personnes), et dans le milieu hospitalier. 41 % des femmes sont à temps partiel. Sa durée moyenne est longue et tend à se rapprocher de celle des emplois à temps plein.
Une politique familiale généreuse vis-à-vis des enfants et des parents, inspirée par des principes civiques d’égalité des chances (égalité sociale, égalité entre hommes et femmes) : la fonction parentale y est l’objet d’une préoccupation publique.
L’alerte du début des années 1990 qui a vu les taux de chômage augmenter soudainement en Suède, a conduit à la réduction de la politique familiale. Les effets se sont surtout manifestés sur le taux de fécondité qui a chuté. Avec le retour de la croissance, la politique familiale revient en force.
La répartition des tâches ménagères est inéquitable en Suède mais moins qu’en France : 60 % contre 70 %. Les femmes suédoises assument davantage de travaux domestiques lorsque les enfants sont petits car elles passent généralement la première année au foyer et qu’elle reprennent le plus souvent à mi-temps les années suivantes.
Mais lorsque les enfants sont plus grands, dès que le dernier a 4 ans et va à l’école, la répartition est nettement plus égalitaire : les hommes passent 5 heures de plus par semaine aux travaux ménagers. Pourquoi ? Parce que leur femme augmente son temps partiel.
Enfin, les hommes suédois consacrent quatre heures par semaine à leurs tout petits (contre deux heures pour les hommes français).

## Mentalités
- « Être femme au foyer, c’est épanouissant » pour 65 % des Suédois
- Nous sommes très satisfaits de notre vie de famille : Oui = 54 % des femmes et 50 % des hommes
- Les femmes sont obligées de choisir entre leur rôle de mère ou leur carrière : Oui = 15 % des femmes
- Vous êtes femme au foyer, avez vous envie d’avoir une activité professionnelle ? Oui = 38 % des femmes
- Nous partageons les tâches ménagères à égalité : Oui = 40 % des femmes
- Seriez-vous prête à prendre un congé sans solde pour élever votre enfant ? Oui = 70 % des femmes et 65 % des hommes